# Blacklight: Retribution
Blacklight: Retribution (ранее Blacklight 2) — массовый многопользовательский шутер от первого лица, вышедший на PS4 и PC. Игра распространяется по модели Free-To-Play. 14 января 2011 компания Zombie Studios сообщила о том, что она будет работать над продолжением Blacklight: Tango Down. В 2011 Electronic Entertainment Expo (E3) сообщила о том, что Perfect World будет издателем Blacklight: Retribution, открытое бета тестирование началось 27 февраля 2012 и длилось до 3 апреля 2012.
Blacklight: Retribution заимствует некоторые элементы из игр Call of Duty, Crysis и F.E.A.R.
На 30 апреля 2012 Blacklight: Retribution насчитывает более 1 млн зарегистрированных игроков.

## Особенности игры
- Сбалансированное оружие, также имеющее полное описание всех нужных характеристик в игре, что избавляет от необходимости искать дополнительную информацию в интернете.
- Возможность изменения внешнего вида оружия по желанию игрока. Выполнить модификацию можно до начала сражения.
- Игрок может выступить в роли непобедимого босса под именем Хардсьют (англ. Hardsuit) — мощный мех, который обладает невероятным запасом здоровья и боеприпасов к предустановленному крупнокалиберному оружию. В некоторые моменты способен летать и давить своих врагов, получить его можно за игровую валюту.
- Детализированное графическое исполнение, с использованием игрового движка Unreal Engine.
- Реализована возможность использовать специальное видение под названием HRV. При его помощи можно обнаружить врага через толстую стену, но при этом остальных деталей не видно, что требует разумного использования данной функции.

## Прекращение поддержки игры
8 февраля 2019 Hardsuit Labs объявила о прекращении поддержки шутера. Все внутриигровые предметы стали бесплатными, перенос аккаунтов стал недоступен, версии для PlayStation 4 и Windows перестали получать патчи и обновления. 11 марта 2019 года были отключены сервера Windows-версии игры (на PlayStation 4 игра использует систему P2P без выделенных серверов) и полностью прекратилась техническая поддержка игры на всех платформах.

## Отзывы и продажи
| Сводный рейтинг | Сводный рейтинг |
| Агрегатор       | Оценка          |
| --------------- | --------------- |
| GameRankings    | 79,42 %         |

Игра получила преимущественно положительные отзывы. Сайт-агрегатор Metacritic показывает среднюю оценку 75/100 на платформе PC на основании 20 обзоров и 58/100 на платформе PlayStation 4 на основании 11 обзоров.
Летом 2018 года, благодаря уязвимости в защите Steam Web API, стало известно, что точное количество пользователей сервиса Steam, которые играли в игру хотя бы один раз, составляет 4 268 464 человека.